# Nio vyer
Nio vyer (kroatiska: Devet pogleda) är en installation i Zagreb, Kroatien. Tillsammans med skulpturen Prizemljeno sunce (den jordade solen) utgör installationen en skalenlig modell av solsystemet. Installationen Nio vyer och skulpturen Prizemljeno sunce kallas ibland för Zagrebački Sunčev sustav (Zagrebs solsystem).  

## Historia
Skulpturen Prizemljeno sunce av Ivan Kozarić visades för första gången upp 1971 utanför den Kroatiska nationalteatern i Zagreb. Skulpturen har sedan dess bytt plats flera gånger men sedan 1994 står den vid Bogovićeva-gatan. Skulpturen är en sfär i brons och har en diameter på 2 m.
2004 höll konstnären Davor Preis i en två veckor lång utställning i Josip Račićs konsthall i Zagreb. Efter konstutställningen placerade han ut nio modeller av solsystemets planeter runt om i staden. Modellernas storlek liksom deras avstånd till Prizemljeno sunce placerades skalenligt i förhållandet till skulpturen. Pluto kom att ingå installationen eftersom den då (2004) ännu räknades som solsystemets nionde planet. 

## Zagrebs solsystem
| Bild | Objekt    | Plats/adress        |
| ---- | --------- | ------------------- |
|      | Solen     | Bogovićeva          |
|      | Merkurius | Margaretska 3       |
|      | Venus     | Ban Jelačićs torg 3 |
|      | Jorden    | Varšavska 9         |
|      | Mars      | Tkalčićeva 21       |
|      | Jupiter   | Voćarska 71         |
|      | Saturnus  | Račićeva 1          |
|      | Uranus    | Siget 9             |
|      | Neptunus  | Kozari put          |
|      | Pluto     | Aleja Bologne       |

### Fotnoter
1. ↑  Onecroatia.info Arkiverad 26 juni 2013 hämtat från the Wayback Machine. (kroatiska)
2. ↑  Jutarnji list Arkiverad 29 december 2011 hämtat från the Wayback Machine. – Kroatisk dagstidning (kroatiska)